# Karl Kunzmann

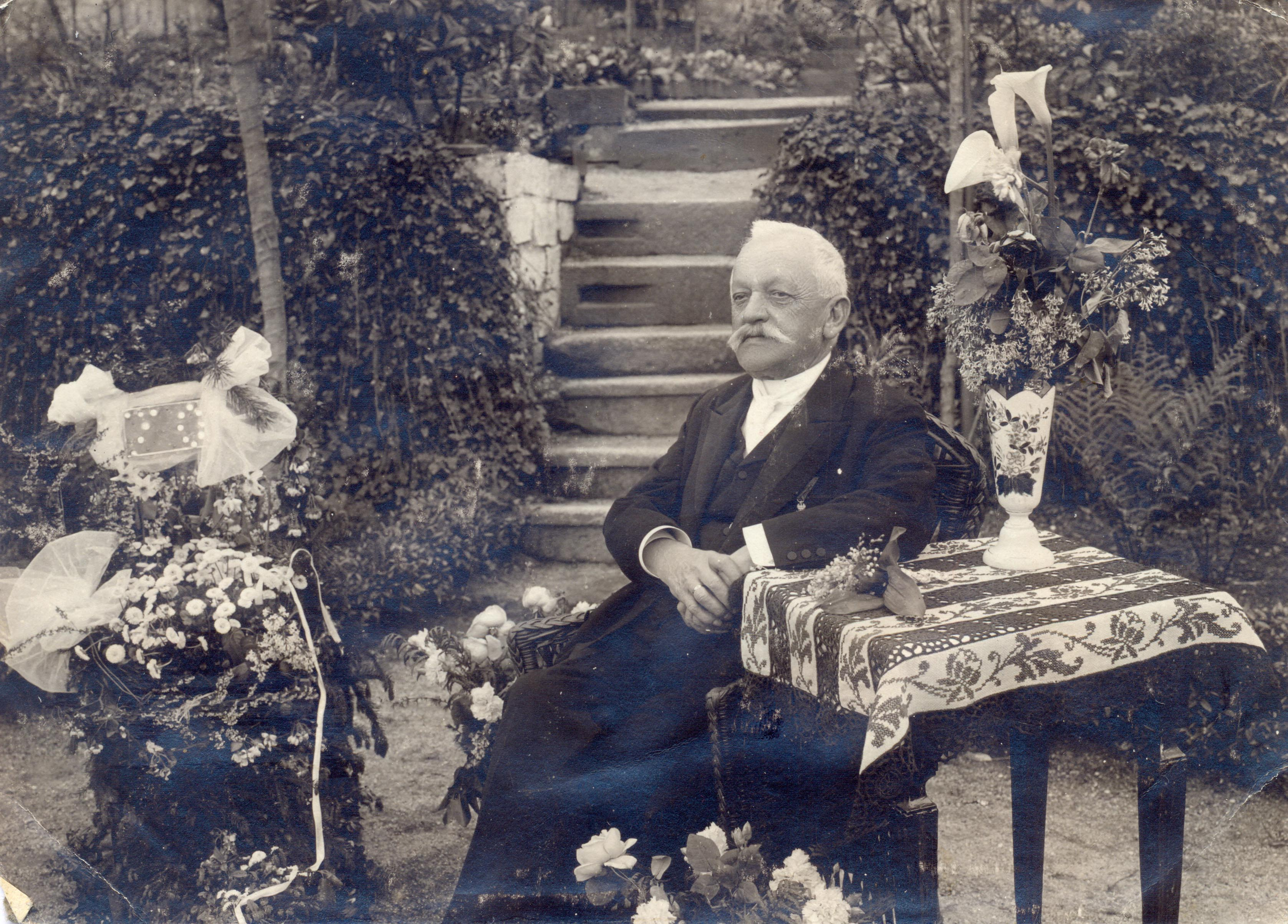
Karl Kunzmann an seinem 70. Geburtstag 1912

Felix Karl Kunzmann (* 24. Mai 1842 in Sauersack; † 28. April 1918 in Neudek) war ein böhmischer Spitzen- und Weißwarenfabrikant, Unternehmer, k. k. Bezirksobmann, Bürgermeister sowie Ehrenbürger der Stadt Neudek.

## Leben
Karl Kunzmann wurde als fünftes Kind des Spitzen- und Weißwarenfabrikanten Joseph Kunzmann Jun. (1814–1873) und dessen Ehefrau Maria Anna Karolina geb. Kerl (1812–1853), der Halbschwester des Fabrik- und Gutsbesitzers Felix Kerl aus Platten, in Sauersack Hausnummer 24 geboren. Sein Großvater väterlicherseits war der Spitzenfabrikant Joseph Kunzmann Sen. (1773–1826) aus Sauersack. Sein Großvater mütterlicherseits der Löffelfabrikant Franz Anton Kerl (1770–1849) aus Platten. 1846 siedelten Kunzmanns Eltern von Sauersack nach Neudek über. Grund war der Entschluss den Firmensitz der Spitzenfabrik Anton Gottschald & Comp. von Hirschenstand nach Neudek zu verlegen. Seit dem Tode von Kunzmanns Großmutter Ludmilla 1843 war sein Vater Gesellschafter bzw. Teilhaber des Unternehmens und zuletzt als Weißwarenfabrikant für die Filiale in Wien tätig, die auf Grund steigender Absätze gegründet wurde und sich zum Mittelpunkt des gesamten Betriebes entwickelte. Am 1. Januar 1868 trat u. a. Kunzmann als neuer Gesellschafter dem Unternehmen bei, dem auch das Vertretungsrecht der Gesellschaft zustand. Während sein jüngerer Bruder Kamill Kunzmann (1848–1920) nach Wien zog und dort als Prokurist für den Weiß- und Kurzwarenhandel zuständig war, leitete Kunzmann die Firmenzentrale in Neudek. Unter ihm wurde der Betrieb von Grund auf modernisiert. Dabei wurde die Fabrikanlage in Neudek ausgebaut und in Frühbuß eine Einkaufsstelle errichtet.  1893 wurde Kunzmann zum Bürgermeister von Neudek gewählt, welches Amt er bis zu seinem Tode 25 Jahre innehatte. Am 22. Februar 1906 wählte ihn die Bezirksvertretung in den Bezirksausschuss und am 18. Februar 1910, mit allerhöchster Bestätigung des Kaisers, zum Bezirksobmann. Kunzmann war 1895 Mitbegründer der Eisenbahngesellschaft Karlsbad–Johanngeorgenstadt und saß dort im Verwaltungsrat. 1898 ist Kunzmann auf Grund seiner Verdienste mit dem Ritterkreuz des Franz-Joseph Ordens ausgezeichnet worden. 1916 erhielt seine Ehefrau Marie Kunzmann das Ehrenzeichen für Verdienste um das Rote Kreuz II. Klasse (Kriegsdekoration) verliehen. Kunzmann starb am 28. April 1918 in Neudek im Alter von 75 Jahren an einer Nierenentzündung. Nach einem Requiem in der Dekanalkirche wurde er am 1. Mai 1918 auf dem städtischen Kommunalfriedhof begraben. Sein Grabstein befindet sich noch heute dort.

## Nachruf

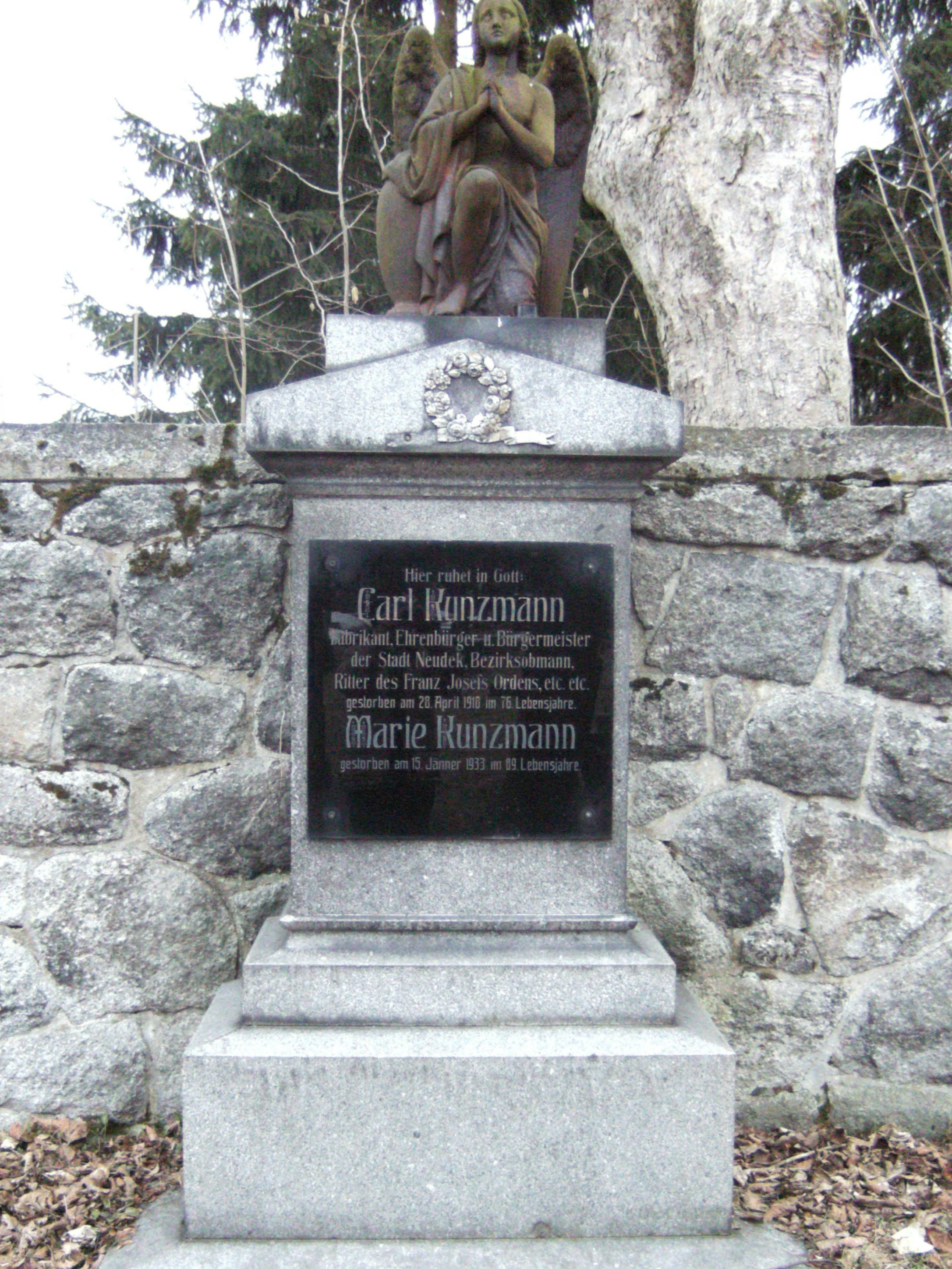
Grabstein Karl und Marie Kunzmann

Auszug aus der Traueranzeige von der Bezirksvertretung Neudek, aufgegeben im April 1918:

„Die Bezirksvertretung Neudek gibt die traurige Botschaft, dass ihr langjähriger, verdienstvoller Obmann, Herr Karl Kunzmann, Fabrikant, Ritter des Franz Josefs-Ordens, Bürgermeister und Ehrenbürger der Stadt Neudek, Mitglied des k. k. Bezirksschulrates in Neudek, Präsident des Bezirksoberkommission für Kinderschutz und Jugendfürsorge in Neudek, Direktionsvorsitzender der Neudeker Sparkasse, Vorsitzender und Ehrenmitglied vieler humanitärer Vereine und Körperschaften, am 28. April 1918 um 2 Uhr morgens nach einem an Arbeit und Erfolgen reichen Leben im 76. Lebensjahr sanft im Herrn entschlafen ist. Was er für seine von ihm heiß geliebte Heimat geschaffen, sichert ihm ein bleibend Ehrengedenken im Herzen der Bevölkerung. Die irdische Hülle des teueren Verblichenen wurde am Mittwoch den 1. Mai 1918 um 10 Uhr vormittags im Trauerhause Nr. 161 in Neudek eingesegnet, in die Dekanalkirche überführt, wo ein feierliches Requiem zelebriert wurde und hierauf um 1/212 Uhr auf dem hiesigen Kommunal-Friedhofe in dem von der Stadtgemeinde Neudek gewidmeten Ehrengrabe zur ewigen Ruhe bestattet. Neudek, am 28. April 1918“

## Ehrungen
In Neudek wurde eine Straße (Karl Kunzmann Straße, heute: Rooseveltova) nach ihm benannt.

## Familie
Felix Karl Kunzmann heiratete am 23. Mai 1868 in Neudek Marie geb. Schmieder (* 28. Juni 1844 in Plauen; † 15. Januar 1933 in Neudek), die Tochter des Gerichtsrates in Oschatz Karl Gustav Schmieder. Aus der Ehe gingen folgende Kinder hervor:
1. Maria Charlotte (* 9. April 1869 in Neudek)
2. Josef Karl Hermann (* 5. November 1870 in Neudek; † 30. November 1923 ebenda), Kaufmann und Fabrikant; ⚭ 4. Mai 1895 in Schlackenwerth Martha Wolf.
3. Maria Emilie (* 12. Februar 1872 in Neudek)
4. Hermann Karl (* 8. August 1873 in Neudek; † 12. April 1874 ebenda)
5. Karl Josef (* 7. März 1875 in Neudek; † 3. April 1877 ebenda)
6. Kamill (* 17. August 1876 in Neudek; † 5. April 1877 ebenda)
7. Ludmilla (* 27. Dezember 1878 in Neudek) ⚭ 28. Juli 1898 in Graslitz  mit Josef Kinnl (* 29. Juli 1869 in Hochofen), Bürgerschullehrer in Graslitz.
8. Hermine Marie (* 5. Juni 1881 in Neudek; † 1945 in Pilsen); ⚭ 31. Mai 1900 Friedrich Wilhelm Strömer (* 19. Dezember 1867 in Wallisfurt), gräfl. Erwein Nostritz´sche Revierförster in Frühbuß.
9. Sofia Alexandrine (* 5. Oktober 1882 in Neudek); ⚭ 31. Mai 1900 in Neudek Gustav Speschny (* 25. Mai 1858 in Leitmeritz), Bürgerschuldirektor in Neudek.
10. Rudolf Camill (* 16. Mai 1885 in Neudek), Privatbeamter in Wien IX.; ⚭ 15. November 1910 in Heinrichsgrün Emilie Pauline Reisenauer (* 2. Dezember 1890 in Silberbach; † 9. Mai 1988 in Wien).